# John C. McGinley
John Christopher McGinley, född 3 augusti 1959 i New York i New York, är en amerikansk skådespelare och röstskådespelare.
John C. McGinley är mest känd för sina roller som Sergeant Red O'Neil i Plutonen och som Dr. Perry Cox i tv-serien Scrubs.

## Filmografi
| År        | Titel                         | Info                  |
| --------- | ----------------------------- | --------------------- |
| 1986      | Ljuva frihet                  |                       |
| 1986      | Plutonen                      |                       |
| 1987      | Wall Street                   |                       |
| 1988      | Talk Radio                    |                       |
| 1988      | Shakedown                     |                       |
| 1989      | Prisoners of Inertia          |                       |
| 1989      | Född den fjärde juli          |                       |
| 1989      | Fat Man and Little Boy        |                       |
| 1990      | Suffering Bastards            |                       |
| 1991      | Point Break - dödens utmanare |                       |
| 1991      | Highlander II: The Quickening |                       |
| 1992      | Article 99                    |                       |
| 1992      | Cruel Doubt                   |                       |
| 1992      | A Midnight Clear              |                       |
| 1993      | Hear No Evil                  |                       |
| 1993      | Se upp!                       |                       |
| 1994      | På farlig mark                |                       |
| 1994      | Surviving the Game            |                       |
| 1994      | Galna snutar i New York       |                       |
| 1994      | Wagons East!                  |                       |
| 1994      | The Last Outlaw               |                       |
| 1995      | På rymmen                     |                       |
| 1995      | Seven                         |                       |
| 1995      | Nixon                         |                       |
| 1996      | The Rock                      |                       |
| 1996      | Set It Off                    |                       |
| 1997      | Flypaper                      |                       |
| 1997      | Intensity                     |                       |
| 1997      | Truth or Consequences, N.M.   |                       |
| 1997      | Inget att förlora             |                       |
| 1998      | Pentagon Wars                 |                       |
| 1998      | Target Earth                  |                       |
| 1998      | The Odd Couple II             |                       |
| 1999      | Office Space                  |                       |
| 1999      | Any Given Sunday              |                       |
| 1999      | Three to Tango                |                       |
| 1999      | The Jack Bull                 |                       |
| 2000      | Sole Survivor                 |                       |
| 2000      | Get Carter                    |                       |
| 2001-2010 | Scrubs                        | TV-serie, 182 avsnitt |
| 2001      | Summer Catch                  |                       |
| 2001      | The Animal                    |                       |
| 2002      | Stealing Harvard              |                       |
| 2002      | Highway                       |                       |
| 2003      | Identity                      |                       |
| 2006      | Puff, Puff, Pass              |                       |
| 2006      | A.W.O.L.                      |                       |
| 2006      | Two Tickets to Paradise       |                       |
| 2007      | Wild Hogs                     |                       |
| 2007      | Are We Done Yet?              |                       |
| 2012      | Burn Notice                   | TV-serie, sex avsnitt |
| 2013      | 42                            |                       |